# Alternativa per la Rinascita Bulgara
Alternativa per la Rinascita Bulgara (in bulgaro Алтернатива за българско възраждане? - АБВ) è un partito politico bulgaro di centro-sinistra fondato nel 2014 da Georgi Părvanov, già presidente della Repubblica ed esponente del Partito Socialista Bulgaro.

## Risultati elettorali
| Elezione              | Voti    | %    | Seggi    |
| --------------------- | ------- | ---- | -------- |
| Europee 2014          | 90.061  | 4,02 | 0 / 17   |
| Parlamentari 2014     | 136.223 | 4,15 | 11 / 240 |
| Parlamentari 2017     | 54.412  | 1,59 | 0 / 240  |
| Europee 2019          | 16.759  | 0,83 | 0 / 17   |
| Parlamentari IV-2021  | -       | -    | 0 / 240  |
| Parlamentari VII-2021 | -       | -    | 0 / 240  |
| Parlamentari XI-2021  | -       | -    | 1 / 240  |
| 1. 2.                 |         |      |          |